# Palaeonympha avinoffi
Palaeonympha avinoffi är en fjärilsart som beskrevs av William Schaus 1926. Palaeonympha avinoffi ingår i släktet Palaeonympha och familjen praktfjärilar. Inga underarter finns listade i Catalogue of Life.